# ديك كليمنت
ديك كليمنت (بالإنجليزية: Dick Clement)‏ هو كاتب سيناريو ومخرج بريطاني، ولد في 5 سبتمبر 1937 في وستكليف أون سي في المملكة المتحدة.

## وصلات خارجية
- ديك كليمنت على موقع IMDb (الإنجليزية)
- ديك كليمنت على موقع ألو سيني (الفرنسية)
- ديك كليمنت على موقع ميوزك برينز (الإنجليزية)
- ديك كليمنت على موقع أول موفي (الإنجليزية)
- ديك كليمنت على موقع قاعدة بيانات الأفلام السويدية (السويدية)
- ديك كليمنت على موقع قاعدة بيانات الفيلم (الإنجليزية)
- ديك كليمنت على موقع كينوبويسك (الروسية)